# دی‌ام‌اکس (رپر)
دی‌ام‌اکس (انگلیسی: DMX؛ زادهٔ ۱۸ دسامبر ۱۹۷۰ – درگذشتهٔ ۹ آوریل ۲۰۲۱) یک خواننده رپ و بازیگر اهل ایالات متحده آمریکا بود. وی از سال ۱۹۹۱ میلادی تا ۲۰۲۱ مشغول فعالیت بود. دی‌ام‌اکس قبل از این حرفه در سال ۱۹۸۸ تا ۱۹۹۱ در میتینگ‌هایی که در محل فقیرنشین یانکرز رخ می‌داده بیت باکس معروف آن منطقه بوده‌است. همچنین وی توانسته نامزد سه جایزه گرمی در سال‌های ۲۰۰۰ و۲۰۰۱ بشود و نامزد دو جایزه آمریکا موزیک بشود که در سال ۲۰۰۰ به عنوان بهترین رپر سال برنده این جایزه شد.
از فیلم‌ها یا برنامه‌های تلویزیونی که وی در آن نقش داشته‌است می‌توان به رومئو باید بمیرد، زاده برای مرگ، زخم‌های خروج اشاره کرد.